# The Address The BLVD
The Address The BLVD ist ein Wolkenkratzer in Dubai, Vereinigte Arabische Emirate. Das Hotel wurde im März 2017 eröffnet.
Die Pläne für den Bau wurden Ende 2012 durch den Projektentwickler Emaar Properties veröffentlicht. Im Frühjahr 2013 wurde mit den Bauarbeiten auf einem Areal unweit des Burj Khalifa begonnen, der ebenfalls im Besitz von Emaar sowie das höchste Gebäude der Welt ist. Das auf seiner Grundfläche kompakte Gebäude verjüngt sich nach oben und hat auf Dachhöhe in gut 300 Metern nur noch einen schmalen Grundriss. Darüber hinaus folgen zwei mastenartige Turmspitzen, die das Bauwerk auf seine Endhöhe von 370 Metern bringen. Es gehört mit dieser Höhe zu den höchsten Gebäuden der Stadt, ist aber dennoch weniger als halb so hoch wie der unweit befindliche 828 Meter hohe Burj Khalifa.
Das Gebäude verfügt über 73 Stockwerke mit gemischter Nutzung. Im unteren Drittel befinden sich 196 Hotelsuiten, während in den oberen Etagen insgesamt 530 Wohnungen angesiedelt sind.